# Eddy Treijtel
Eduard („Eddy”) Willem Treijtel (ur. 28 maja 1946 w Rotterdamie) – piłkarz holenderski grający na pozycji bramkarza.

## Kariera klubowa
Treijtel pochodzi z Rotterdamu. Jest wychowankiem małego klubu Schiebroek, do którego trafił w wieku 10 lat. W 1957 roku został juniorem zespołu Xerxes Rotterdam, a w 1964 roku w wieku 18 lat został włączony do kadry pierwszego zespołu i w jego barwach zadebiutował w Tweede Klasse. Zazwyczaj grywał w soboty w pierwszym zespole, a w niedziele w zespole młodzieżowym. W sezonie 1965/1966 stał się pierwszym bramkarzem zespołu po jego awansie do Eerste divisie. W tamtym sezonie on sam przyczynił się dobrą postawą do kolejnego awansu i w sezonie 1966/1967 bronił już na boiskach Eredivisie.
W 1968 roku Treijtel wraz z kolegami klubowymi Wimem van Hanegemem oraz Fransem van Der Heide przeniósł się do rywala zza miedzy Xerxesu, Feyenoordu. Przez pierwszy sezon był rezerwowym dla Eddy’ego Pietersa Graaflanda. W barwach nowego klubu zadebiutował 4 czerwca 1969 w wygranym 3:1 meczu z AFC DWS i był to jego jedyny mecz w lidze, toteż miał niewielki udział w wywalczeniu przez Feyenoord mistrzostwa Holandii. W sezonie 1969/1970 był już podstawowym bramkarzem i Pieters Graafland usiadł na ławce. W tamtym sezonie przyczynił się do największego sukcesu klubu w historii, wywalczenia Pucharu Europy, jednak w wygranym 2:1 finale (po dogrywce) z Celtikiem wystąpił jego rywal Graafland. Treijtel wystąpił za to w obu meczach Pucharu Interkontynentalnego z Estudiantes La Plata, dzięki którym Feyenoord wywalczył kolejne trofeum. Po sezonie Pieters Graafland zakończył karierę i Treijtel miał już niepodważalne miejsce w składzie. W 1971 roku ponownie został mistrzem kraju, a na kolejne sukcesy musiał czekać do 1974 roku. Wtedy Feyenoord dotarł do finału Pucharu UEFA. Tam zmierzył się z angielskim Tottenhamem Hotspur i w pierwszym meczu w Londynie padł remis 2:2. w drugim Feyenoord wygrał 2:0, a Treijtel był jednym z najlepszych zawodników zespołu, z którym wywalczył swoje drugie europejskie trofeum. W tym samym roku wywalczył także swoje ostatnie mistrzostwo kraju w barwach klubu z Rotterdamu. W Feyenoordzie grał do roku 1979 i rozegrał w nim 398 meczów, w tym 323 ligowe (ostatni 10 maja w wygranym 3:1 wyjazdowym meczu z FC Utrecht).
Latem 1979 Treijtel przeniósł się do AZ Alkmaar, gdzie także miał pewne miejsce w pierwszej jedenastce. W 1981 roku drużyna z Alkmaaru jedyny raz w swojej historii została mistrzem Holandii, do tego dokładając puchar kraju. AZ dobrze spisał się także w Pucharze UEFA docierając aż do finału, w którym przegrał z Ipswich Town w dwumeczu (0:3, 4:2) (Treijtel grał w obu). W 1982 roku Eddy po raz drugi poprowadził AZ do zwycięstwa w krajowym pucharze. W klubie tym grał do 1985 roku i wtedy w wieku 39 lat zakończył bogatą w sukcesy sportową karierę.
| Sezon   | Klub                | Kraj     | Rozgrywki      | Mecze | Bramki |
| ------- | ------------------- | -------- | -------------- | ----- | ------ |
| 1964/65 | Xerxes Rotterdam    | Holandia | Tweede Klasse  | 4     | 0      |
| 1965/66 | Xerxes Rotterdam    | Holandia | Eerste divisie | 25    | 0      |
| 1966/67 | Xerxes Rotterdam    | Holandia | Eredivisie     | 28    | 0      |
| 1967/68 | Xerxes Rotterdam    | Holandia | Eredivisie     | 33    | 0      |
| 1968/69 | Feyenoord Rotterdam | Holandia | Eredivisie     | 1     | 0      |
| 1969/70 | Feyenoord Rotterdam | Holandia | Eredivisie     | 26    | 0      |
| 1970/71 | Feyenoord Rotterdam | Holandia | Eredivisie     | 34    | 0      |
| 1971/72 | Feyenoord Rotterdam | Holandia | Eredivisie     | 34    | 0      |
| 1972/73 | Feyenoord Rotterdam | Holandia | Eredivisie     | 31    | 0      |
| 1973/74 | Feyenoord Rotterdam | Holandia | Eredivisie     | 33    | 0      |
| 1974/75 | Feyenoord Rotterdam | Holandia | Eredivisie     | 33    | 0      |
| 1975/76 | Feyenoord Rotterdam | Holandia | Eredivisie     | 33    | 0      |
| 1976/77 | Feyenoord Rotterdam | Holandia | Eredivisie     | 34    | 0      |
| 1977/78 | Feyenoord Rotterdam | Holandia | Eredivisie     | 31    | 0      |
| 1978/79 | Feyenoord Rotterdam | Holandia | Eredivisie     | 33    | 0      |
| 1979/80 | AZ Alkmaar          | Holandia | Eredivisie     | 33    | 0      |
| 1980/81 | AZ Alkmaar          | Holandia | Eredivisie     | 32    | 0      |
| 1981/82 | AZ Alkmaar          | Holandia | Eredivisie     | 32    | 0      |
| 1982/83 | AZ Alkmaar          | Holandia | Eredivisie     | 30    | 0      |
| 1983/84 | AZ Alkmaar          | Holandia | Eredivisie     | 28    | 0      |
| 1984/85 | AZ Alkmaar          | Holandia | Eredivisie     | 15    | 0      |

## Kariera reprezentacyjna
W reprezentacji Holandii Treijtel zadebiutował 22 października 1969 roku w zremisowanym 1:1 meczu z Bułgarią. Występował w niej raczej sporadycznie i nie mógł wywalczyć miejsca w składzie rywalizując z takimi tuzami jak Piet Schrijvers czy Jan Jongbloed. W 1974 roku był członkiem kadry na mistrzostwa świata w RFN. Także i tam był rezerwowym dla wspomnianej dwójki i nie rozegrał żadnego meczu, ale przywiózł z imprezy symboliczny srebrny medal za wicemistrzostwo świata. W reprezentacji Holandii Treijtel wystąpił w 5 meczach.

## Sukcesy
- Mistrzostwo Holandii: 1969, 1971, 1974 z Feyenoordem 1981 z AZ
- Puchar Holandii: 1969 z Feyenoordem 1981, 1982 z AZ
- Puchar Europy: 1970 z Feyenoordem
- Puchar Interkontynentalny: 1970 z Feyenoordem
- Puchar UEFA: 1974 z Feyenoordem, finalista w 1981 z AZ
- Wicemistrzostwo Świata: 1974 (nie grał)